# 카페 프로코프

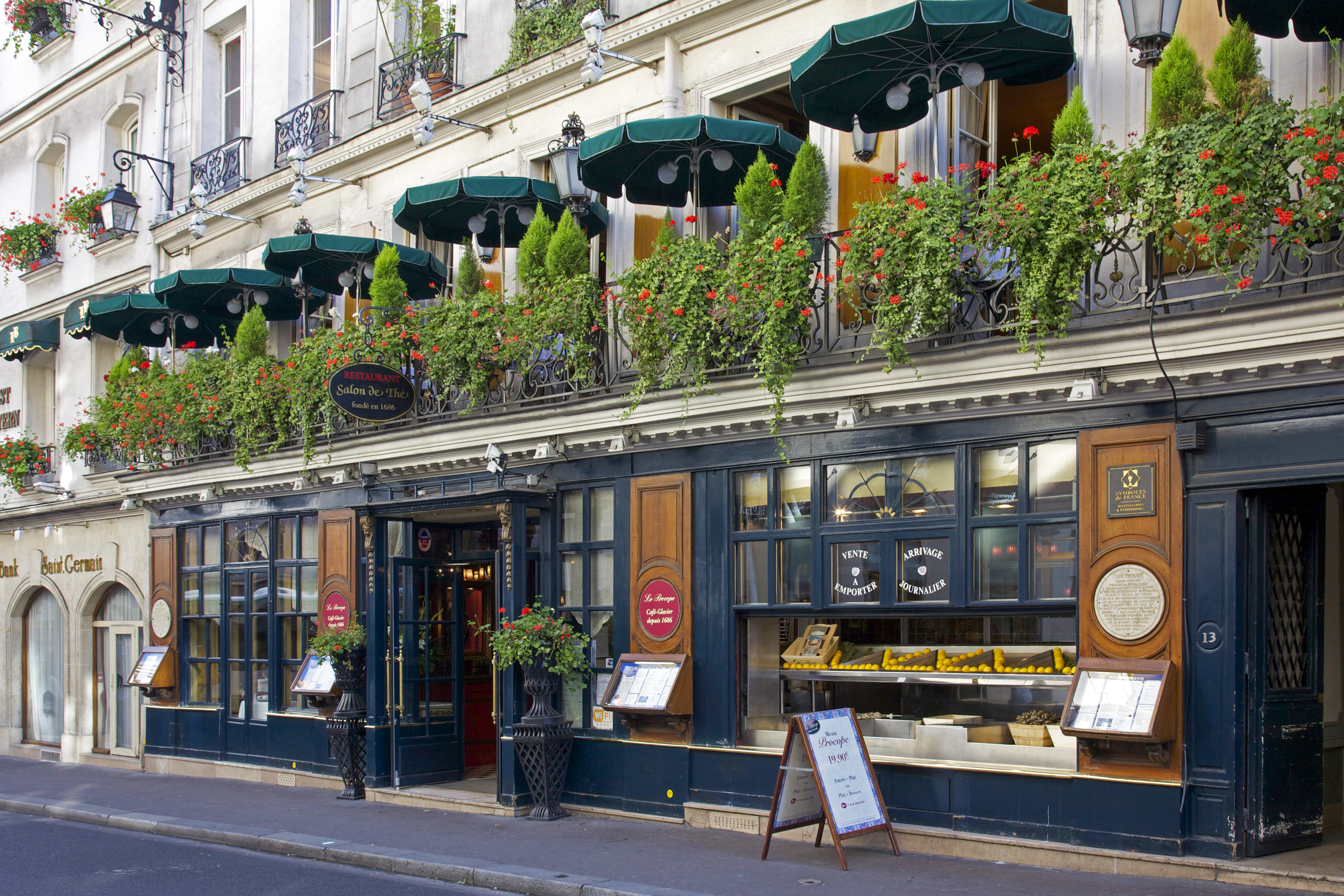
카페 프로코프

카페 프로코프(프랑스어: Café Procope, 프랑스어 발음: [kafe pʁokɔp]) 또는 르 프로코프(프랑스어: Le Procope, 프랑스어 발음: [lə pʁokɔp])는 프랑스 파리 6구에 있는 카페이다. 원래 카페는 시칠리아 요리사 프로코피오 쿠토에 의해 1686년에 문을 열었다. 이곳은 18세기와 19세기에 파리 예술 및 문학 공동체의 중심지가 되었다. 지속적으로 운영되는 파리의 가장 오래된 카페라고 잘못 불리기도 한다. (영국 옥스퍼드의 퀸스 레인 커피 하우스는 1654년부터 계속 운영되고 있다.) 그러나 원래의 카페는 1872년에 문을 닫았고, 현재의 카페가 아닌 레스토랑이 문을 연 1957년 이전에는 공간이 다양하게 사용되었다. 따라서 "지속적으로 운영되는 가장 오래된 카페"라는 주장은 뒷받침되지 않는다.